# 콴타스 링크
콴타스 링크(영어: QantasLink)는 2002년에 설립된 오스트레일리아의 항공사로 콴타스 항공의 자회사에 속해있다.

## 개요
원래 콴타스 항공의 자회사는 각각이 독자적인 항공사 이름으로 운항을 하고 각각 공통점이 없었지만 2002년 통근 노선을 운항하 4개의 항공 회사가 합병해 공동 브랜드로 설립했다. 잠시 후 콴타스 항공이 저가 항공사를 인수 후 획득한 지역 노선을 콴타스 항공에서 인수했다. 당시 콴타스 항공은 이 노선에 보잉 717를 사용했지만 이 지역 노선에서 철수 후 새롭게 설립한 저비용 항공사인 제트스타 항공으로부터 보잉 717을 도입했고 2005년부터 2006년에 걸쳐 에어버스 A320을 도입 하면서 보잉 717이 넘어오게 되었다. 

## 운항 노선
- 2012년 2월 기준으로 현재 콴타스 링크는 다음과 같은 노선에 운항하고 있다.

## 보유 기종
- 2025년 8월 기준으로 다음과 같이 보유하고 있으며, 평균 기령은 17.9년이다.[1]

## 사건 및 사고
- 2003년 5월 29일 콴타스 링크 1737편이 런생톤에서 멜버른까지 가던 도중 납치될뻔 했지만 미수에 그쳤다.
- 2008년 2월 7일 고브에서 다윈으로 향하던 콴타스 링크 1944편이 다윈 공항에 착륙하면서 기체가 부서졌다.

## 같이 보기
- 지역 항공사

## 사진

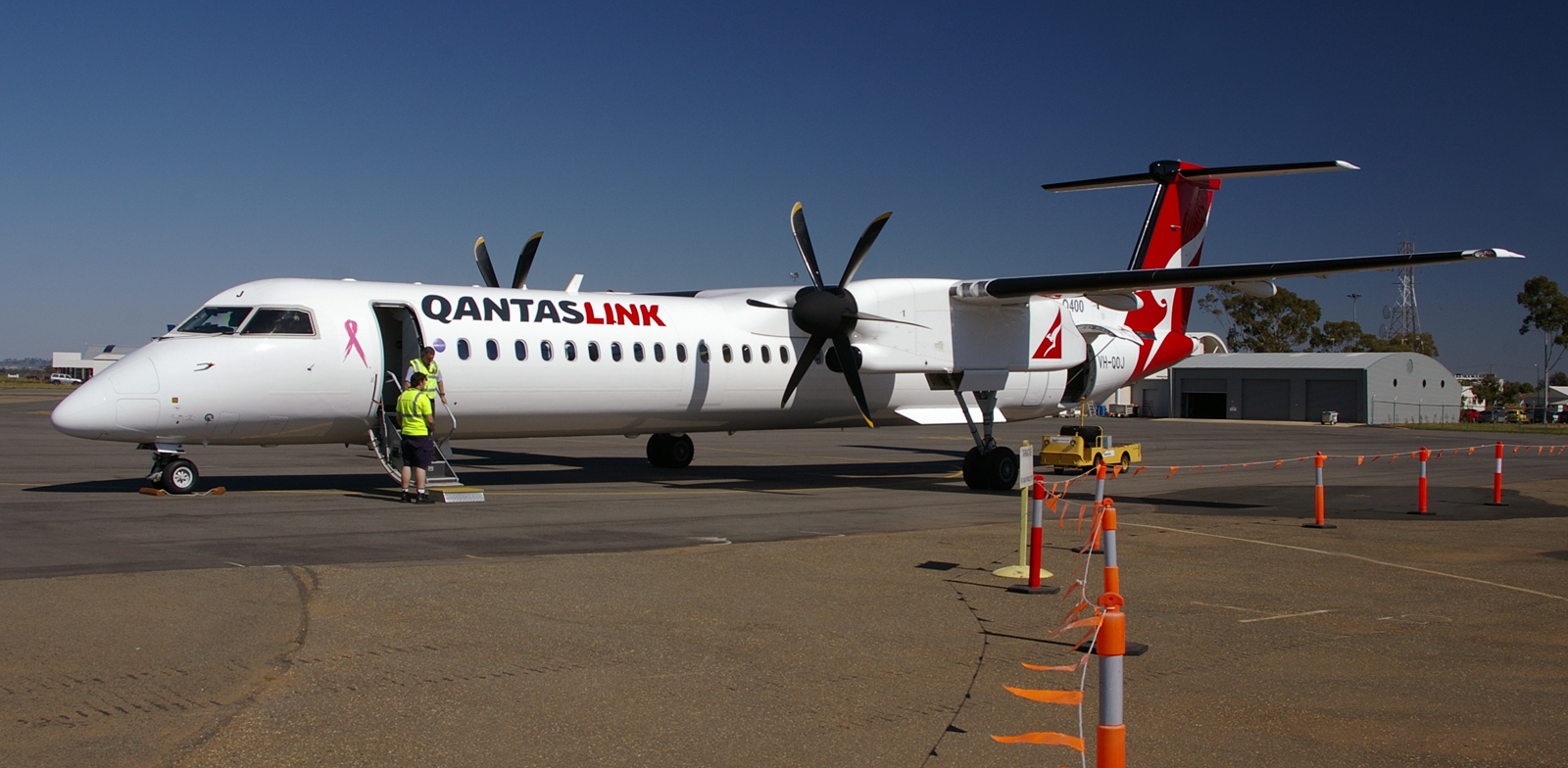
콴타스 링크의 봄바디어 Q 400